# Campeonato Alemán de Fútbol 1911
El Campeonato Alemán de Fútbol 1911 fue la novena edición de dicho torneo. Participaron 8 equipos campeones de las ligas regionales de fútbol del Imperio alemán.

## Fase final

### Cuartos de final
| Karlsruher FV | 4 – 0 | TuFC Tasmania Rixdorf |

| FC Askania Forst | 2 – 3 | VfB Leipzig |

| FC Holstein Kiel | 3 – 1 | Duisburger SpV |

| BFC Viktoria 1889 | No disputado | SC Lituania Tilsit |

El SC Lituania Tilsit no se presentó en Berlín, sede del partido, por el costo del viaje.

### Semifinales
| Karlsruher FV | 0 – 2 | VfB Leipzig |

| FV Holstein Kiel | 0 – 4 | BFC Viktoria 1889 |

### Final
| BFC Viktoria 1889 | 3 – 1 | VfB Leipzig |

|                                      |
| Campeón BFC Viktoria 1889 2.o título |